# 日穆耶
日穆耶（法語：Gimouille，法語發音：[ʒimuj]）是法国涅夫勒省的一个市镇，位于该省西南部，卢瓦尔河左岸，隔河与谢尔省及中央-卢瓦尔河谷大区相望，属于讷韦尔区和讷韦尔城市圈公共社区，其市镇面积为14.26平方公里，2022年1月1日时人口数量为414人。
日穆耶是讷韦尔城市圈公共社区的组成部分，位于讷韦尔市区西南。

## 行政
日穆耶的邮政编码为58470，INSEE市镇编码为58126。

## 地理

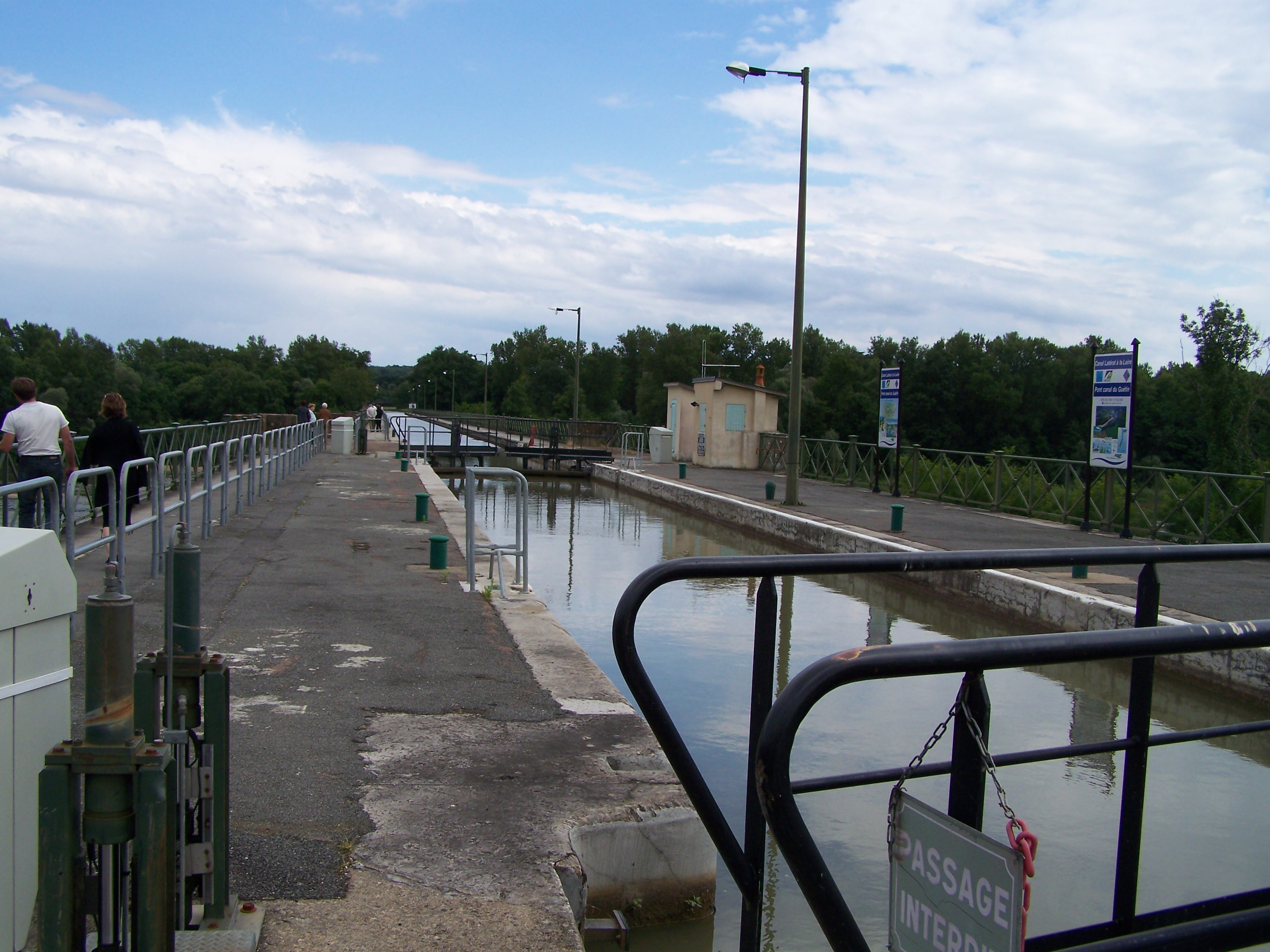
横跨卢瓦尔河的盖坦运河桥

日穆耶（46°56'37"N, 3°5'6"E）位于法国中部，勃艮第-弗朗什-孔泰大区西部和涅夫勒省西南部，距离省会讷韦尔大约12公里。
与日穆耶接壤的市镇包括：阿列河畔阿普勒蒙、屈菲、沙吕、马尔济、桑凯兹-莫斯。
日穆耶境内地势较为平坦，海拔在166至272米之间。
法国第一大河卢瓦尔河与其最大支流阿列河在境内西北部交汇。
按照柯本气候分类法，日穆耶属于较为典型的温带海洋性气候，全年温差较小，降水分布均匀。

## 交通
涅夫勒省省道D134线和D976线在日穆耶境内交汇。讷韦尔公交17路（定制公交线路）经过日穆耶境内并设有站点。

## 人口
| 年份   | 1936 | 1946 | 1954 | 1962 | 1968 | 1975 | 1982 | 1990 | 1999 | 2006 | 2011 | 2016 | 2017 |
| ------ | ---- | ---- | ---- | ---- | ---- | ---- | ---- | ---- | ---- | ---- | ---- | ---- | ---- |
| 人口數 | 428  | 409  | 429  | 422  | 380  | 307  | 270  | 506  | 512  | 487  | 463  | 463  | 459  |

## 建筑
日穆耶境内的马赖城堡为法国国家文物保护单位。